# HMA R101

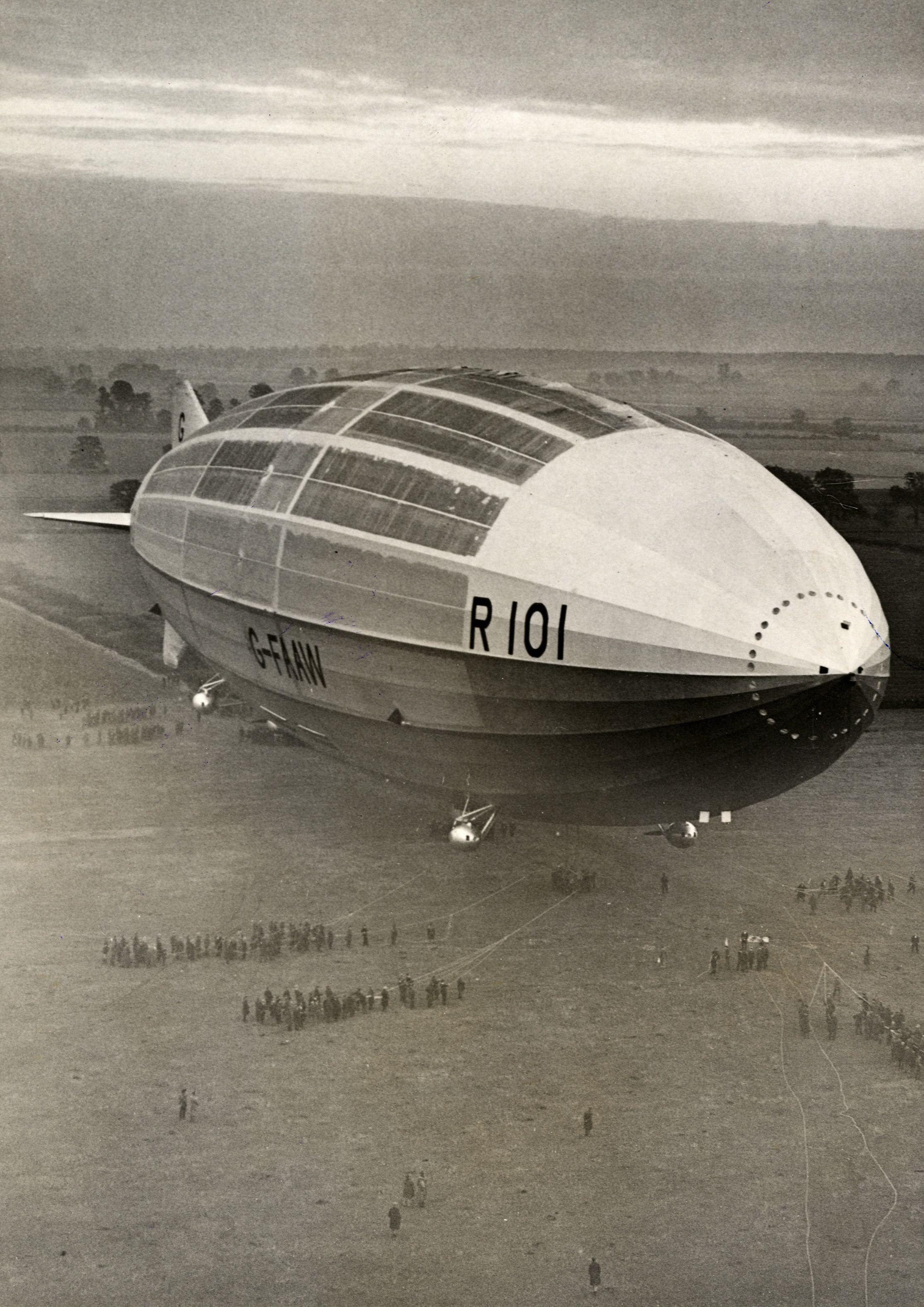
De R101

De HMA R101 was het tweede luchtschip van het Britse Continental-programma.
De letters HMA staan voor His Majesty's Airship, vergelijkbaar met de letters HMS bij grote zeeschepen. Het schip maakte zijn eerste vaart op 14 oktober 1929. Aanvankelijk was het 223 meter lang en had 140 000 m³ waterstof in gaszakken in het frame. Later werd het verlengd naar 238 meter met 156 000 m³ waterstof. Op 4 oktober 1930 maakte het schip zijn eerste passagiersvaart, waarbij het in Frankrijk nabij Beauvais in stormachtig weer tegen een bosrand voer en in brand vloog. Daarbij kwamen 48 van de 54 opvarenden om het leven. Het luchtschip was op weg naar Ismaïlia in Egypte met als eindbestemming Karachi in India. De inmiddels gereedgekomen HMA R100 met als thuishaven Howden kreeg na de crash van het zusterschip geen toestemming meer om te vliegen en werd spoedig daarna gesloopt.
Er is erg veel gedetailleerde informatie over het schip en de ramp bewaard gebleven die ook via internet toegankelijk is, zoals foto's en tekeningen over de bouw en de luxueuze inrichting. Zo is de complete passagierslijst op internet te vinden. De twee enorme hangars van de R101 in Cardington in Bedfordshire zijn niet afgebroken, maar worden als een soort eerbetoon aan de slachtoffers voor het nageslacht bewaard en krijgen zelfs een (kleinschaliger) nieuwe herbestemming.
Het was de tweede van drie grote rampen in de civiele luchtscheepvaart. De eerste was twee jaar eerder in 1928 met de N2 Italia op de Noordpool, met Umberto Nobile in een wedloop met Roald Amundsen. De derde was de brand van de Duitse zeppelin LZ129 Hindenburg in 1937.
Over de ramp met de R101 en de aanloop ernaartoe is in 1979 een boek verschenen met de titel The Airmen who would not die, geschreven door de journalist John G. Fuller (uitgeverij Putnam NY). Een samenvatting verscheen als waargebeurd verhaal in de maandelijkse Nederlandse uitgaven van Reader's Digest. De geschiedenis vertoont sterke overeenkomsten met de ramp met de Challenger van NASA. Ook daar moesten technici uit prestigeoverwegingen bewust de ogen toeknijpen voor gevaarlijke constructiefouten.
De Engelse vliegtuigbouwer en romanschrijver Nevil Shute Norway schrijft in zijn autobiografie Slide Rule (1955) openhartig en met kennis van zaken over de problemen en ontwerpfouten van de R101. Zelf was Nevil als constructeur zeer nauw betrokken bij de bouw van de R100, die wel een geslaagde proefvlucht naar Montreal in Canada maakte. Tijdens die reis heeft men in de lucht boven de oceaan zelfs kans gezien wat noodzakelijke reparaties aan lekkende gaszakken en de buitenhuid te verrichten. Ook de R101 had veel last van waterstofgaslekkages, wat blijkt uit het eerder genoemde boek.

## Trivia
- Het Iron Maiden-nummer Empire of the Clouds, van het album The Book of Souls (2015), is gebaseerd op de ramp met de R101.